# Oosters-orthodoxe kerken in Oekraïne
Er bestaan twee (gedeeltelijk) erkende canonieke oosters-orthodoxe kerken in Oekraïne, te weten:
- de Oekraïens-Orthodoxe Kerk
- de Oekraïens-Orthodoxe Kerk patriarchaat van Moskou

Daarnaast is er één niet-canonieke kerk: de Oekraïens-Orthodoxe Kerk patriarchaat van Kiev.
De meerderheid (ongeveer 70%) van de bevolking van Oekraïne beschouwt zichzelf als oosters-orthodox.

## Geschiedenis
Na de verovering van het land door tsaristisch Rusland, in de tweede helft van de 18de eeuw,  kwamen de orthodoxe gelovigen in Oekraïne onder het gezag van het patriarchaat van Moskou. Vóór die tijd ressorteerden de Oekraïense bisdommen afwisselend onder het patriarchaat van Constantinopel en onder het patriarchaat van Moskou.
De Oekraïense autocefale Orthodoxe Kerk ontstond in 1921 in Kiev als gevolg van een streven naar onafhankelijkheid. In 1924 werd de Kerk door de patriarch van Constantinopel als autocefaal erkend.
De Oekraïens-Orthodoxe Kerk patriarchaat van Kiev ontstond in augustus 1989 door een breuk van de parochie van de kerk St Petrus en Paulus in Lviv met de Russisch-Orthodoxe Kerk.
Op 27 oktober 1990 werd de Oekraïense Kerk een autonome kerk waar ze voorheen een exarchaat was van de Russisch-Orthodoxe Kerk. Ze is nu gekend als de Oekraïens-Orthodoxe Kerk patriarchaat van Moskou.
Er bestonden tot 15 december 2018 drie oosters-orthodoxe kerken in Oekraïne, te weten:
- de Oekraïens-Orthodoxe Kerk patriarchaat van Moskou
- de Oekraïense autocefale Orthodoxe Kerk
- de Oekraïens-Orthodoxe Kerk patriarchaat van Kiev.

De Oekraïense president Petro Porosjenko pleitte in mei 2016 voor samengaan tot één autocefale orthodoxe kerk.
In oktober 2018 trok het Oecumenisch patriarchaat van Constantinopel een besluit uit 1683 in, waarin was bepaald dat oosters-orthodoxe kerk in Oekraïne onder het gezag van het Patriarchaat van Moskou staat. Het besluit maakte de weg vrij voor een autocefale kerk in Oekraïne, die de Russische invloed in het land wil beperken. Aan de vooravond van het besluit verbrak de Russisch-Orthodoxe Kerk de banden met het Oecumenisch patriarchaat van Constantinopel.
Op 15 december 2018 besliste een concilie in Kiev, bestaande uit vertegenwoordigers van de Oekraïens-Orthodoxe Kerk patriarchaat van Kiev en de Oekraïense autocefale Orthodoxe Kerk en twee vertegenwoordigers van de Oekraïens-Orthodoxe Kerk patriarchaat van Moskou (die het concilie officieel boycotte), tot een fusie. Zo ontstond een nieuwe Oekraïens-Orthodoxe Kerk. Het Oecumenisch patriarchaat van Constantinopel erkende de nieuwe kerk als autocefaal op 5 januari 2019. De Russisch-Orthodoxe Kerk en de Oekraïens-Orthodoxe Kerk patriarchaat van Moskou erkennen de nieuwe kerk niet. Wel stapten diverse parochies van de Moskougezinde kerk over naar de nieuwe kerk. Op 17 januari 2019 bepaalde het Oekraïense parlement dat de kerk die onder het patriarchaat Moskou wil blijven vallen, in elk geval het woord ‘Russisch’ in haar naam moet opnemen.